# Franklin Park (Illinois)
Franklin Park è un comune degli Stati Uniti d'America, situato in Illinois, nella contea di Cook.